# Mikael Sjöblom
Mikael Sjöblom, född 17 december 1956 i Malmö, är en svensk skribent..
Sjöblom driver det egna företaget Kolabacken AB.